# Scolopopyge pholeter
Scolopopyge pholeter är en mångfotingart som beskrevs av Hoffman 1978. Scolopopyge pholeter ingår i släktet Scolopopyge och familjen Doratodesmidae. Inga underarter finns listade i Catalogue of Life.